# Hovsep Aznavor

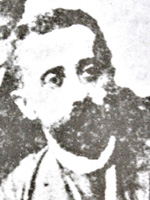
Hovsep Aznavor

Hovsep Aznavor (* 21. Mai 1854 in London; † Ende Juni 1935 in Kairo) war ein armenischer Architekt. Seine Eisenkonstruktion der bulgarisch-orthodoxen Kirche St. Stefan von Fener in Istanbul ist außergewöhnlich.

## Leben
Hovsep Aznavor wurde 1854 in London geboren. Seine Familie übersiedelte 1867 nach Konstantinopel. Seine Studien beendete er in Rom an der Akademie der Schönen Künste. Hovsep Aznavor nahm in Konstantinopel wie auch Kairo verschiedene Funktionen innerhalb der armenischen Gemeinde wahr. Er war ein Gründungsmitglied der Sahmanatragan Ramkavar, einer Partei, aus der 1921 die Demokratisch-Liberale Partei (Ramkavar-Asatakan) hervorging, eine der drei großen historischen armenischen Parteien. Er verließ Konstantinopel nach dem Völkermord an den Armeniern und starb Ende Juni 1935 in Kairo.

## Bauwerke (Auswahl)
- Ahmed Maslum Pascha - Gebäude, Schara Maghrabi-Strasse Nr. 9, Kairo, Ägypten[1]
- Bulgarisch-orthodoxe Kirche St. Stefan in Fener, Istanbul, Türkei. Die in Wien vorgefertigten Eisenbestandteile wurden über die Donau und das Schwarze Meer nach Konstantinopel transportiert und da zusammengesetzt.
- Fabrik der Reji-Tabakfabrik (heute Kadir Has Üniversitesi) in Cibali, Fatih, Istanbul, Türkei
- französisches Theater von Beyoğlu, Istanbul, Türkei
- Gulbenkyan-Geschäftshaus (heute das Gemeindehaus von Eminönü), Istanbul, Türkei
- Katırcıoğlu-Geschäftshaus, Istanbul, Türkei
- Mısır Apartmanı (Ägypten Appartement-Gebäude), Beyoğlu, Istanbul, Türkei
- Mausoleum von Boğos Bey Yusufyan (Dolmetscher und Ratgeber von Hıdiv Mehmed Ali Pascha), Istanbul, Türkei
- Mausoleum der Prinzessin Nimet Hanım (Gattin des Prinzen Muhammed Ali), Istanbul, Türkei
- Sanasaryan-Geschäftshaus (beherbergt heute das Arbeitsgericht), Istanbul, Türkei
- Stadttheater von Tepebaşı (Tepebaşı Tiyatrosu), Tepebaşı, Beyoğlu, Istanbul, Türkei
- Topalyan-Geschäftshaus (niedergebrannt), Istanbul, Türkei
- Villa der Prinzessin Rukiye, Istanbul, Türkei
- Villa des Prinzen Muhammed Ali, Istanbul, Türkei
- Villa des Prinzen Abbas Hilmi, Istanbul, Türkei

## Quelle
- Kevork Pamukçiyan: IV. Biyografileriyle Ermeniler, Ermeni Kaynaklarından Tarihe Katkılar, yayına hazırlayan: Osman Köker, Aras Yayıncılık, Istanbul, August 2003
- Tigran Khzmalyan. Armenian Architects of Istanbul: Online Exhibition, March 27, 2015

| Personendaten    | Personendaten                        |
| ---------------- | ------------------------------------ |
| NAME             | Aznavor, Hovsep                      |
| KURZBESCHREIBUNG | armenischer Architekt und Baumeister |
| GEBURTSDATUM     | 21. Mai 1854                         |
| GEBURTSORT       | London                               |
| STERBEDATUM      | Juni 1935                            |
| STERBEORT        | Kairo                                |